# Arnaud de Saxcé
Arnaud de Saxcé, né le 10 août 1919 à Saint-Jean-de-Braye (Loiret) et tué au combat le 10 avril 1945 à Hemrik, aux Pays-Bas, est un pilote de chasse français de la Seconde Guerre mondiale.

## Biographie
Arnaud est le fils de Jean de Saxcé (1889-1950, lieutenant-colonel, croix de guerre 1914-1918) et d'Élisabeth née d'Ornant (1889-1946). Il est le deuxième fils et le quatrième enfant d'une famille de douze. La maison familiale, dénommée la « Grâce de Dieu », est sise au 150 Faubourg Bourgogne à Saint-Jean-de-Braye (Loiret).

### Études
Élève au collège jésuite de Saint-Clément à Metz, où sa famille réside de 1929 à 1939, Arnaud se montre plus doué pour les acrobaties que pour les études. Il excelle en natation, tennis et équitation. Dès son plus jeune âge, il se passionne pour l'aviation lors de ses séjours chez sa tante Marie Raguenet de Saint Albin, née d'Ornant, au château de Reyville (Saint-Cyr-en-Val, Loiret). Gaston Raguenet de Saint-Albin, officier aviateur et beau-frère de sa tante, l'initie à l'aviation. Grâce à l'Aviation populaire, il fait ses premiers essais sur le terrain d'aviation de Frescaty, près de Metz. Il y obtint son brevet de pilote de tourisme. En 1938, il est admis à l'École d'aviation Caudron (Ambérieu-en-Bugey, Ain).

### Carrière militaire
En avril 1939, il s'engage dans l'armée de l'air et commence son entraînement de pilote. En novembre 1939, il est nommé caporal.
En avril 1940, il est admis à l'école de chasse d'Étampes, puis envoyé à l'école de pilotage d’Évreux d'où il sort en mai 1940, classé dans l'aviation de chasse. En juin 1940, l'école est repliée sur la Rochelle, puis à Cazaux et Parme, près de Biarritz. Il est porté absent irrégulièrement le 16 juin 1940. Avec 17 de ses camarades de la « Promotion Z », il rejoint Saint-Jean-de-Luz (Pyrénées-Atlantiques). Le 24 juin 1940, lors de l'évacuation de l'armée polonaise par la mer, il saute dans une chaloupe et, sous un uniforme et un nom polonais, il embarque pour l'Angleterre à bord du SS Arandora Star. Il arrive à Liverpool le 29 juin.
Il est incorporé aux Forces aériennes françaises libres (FAFL) et poursuit sa formation de pilote. Le 8 juillet 1940 il est envoyé sur la base de la RAF à St Athan (en) (près de Cardiff, Galles du Sud, Royaume-Uni), surnommée par les français « Sainte Attente », puis sur celle d'Odiham (Hampshire, Royaume-Uni). Le 28 octobre 1941, il est breveté pilote à Ternhill (Shropshire, Royaume-Uni). Le 13 décembre 1941, il rejoint le 609 Squadron sur Spitfire. En mars 1942, il est promu sergent-chef. En avril 1942, il est un des premiers pilotes français à voler sur Hawker Typhoon. Le 19 août 1942, il participe aux opérations aériennes du débarquement de Dieppe. Le 27 janvier 1943, devenu adjudant, il rejoint le 341 Squadron du groupe Alsace sous les ordres du commandant René Mouchotte, basé à Turnhouse (Édimbourg, Écosse, Royaume-Uni), puis à Biggin Hill (Londres, Royaume-Uni). Il accumule mission sur mission. En juin 1943, il est promu sous-lieutenant. Le 22 octobre 1943, il abat un Focke-Wulf au-dessus de l'estuaire de la Seine.
En octobre 1944, basé à Courtrai (Belgique) puis à Anvers, alors sous le feu des V2, il participe à la libération de la Belgique et des Pays-Bas. Le 18 octobre 1944, Charles de Gaulle écrit à Jean de Saxcé : « … Ton fils Arnaud est actuellement au Groupe Alsace à Courtrai. Le Ministre de l'Air doit très prochainement m'envoyer des renseignements plus précis à son sujet... »

### Mort pour la France

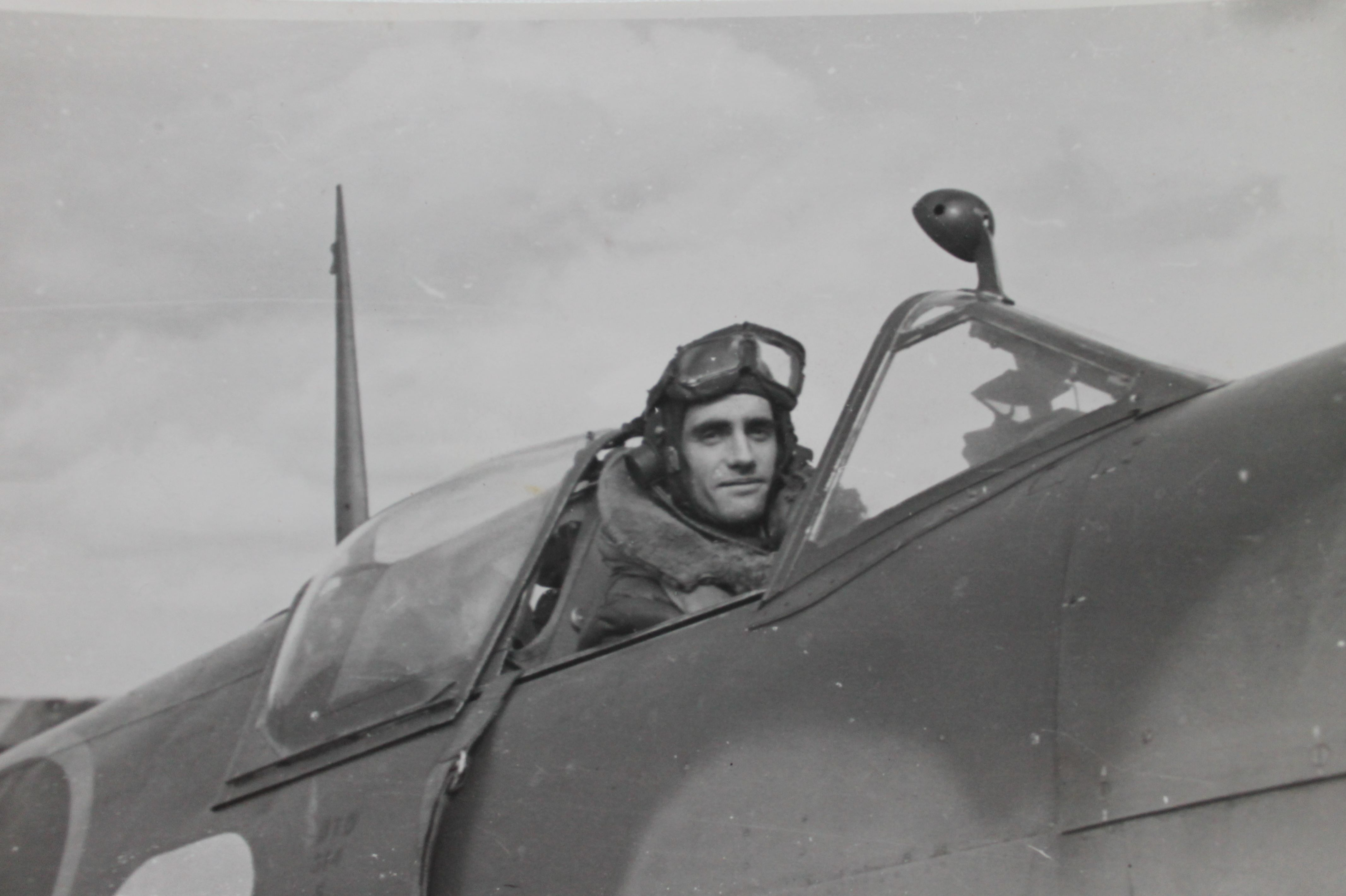
Arnaud de Saxcé, pilote de chasse du Groupe Alsace.

Le 10 avril 1945, son avion est touché par la Flak au cours d'une attaque au sol. Arnaud saute mais son parachute s'accroche à l'avion qui part en piqué. Arnaud trouve la mort à l'âge de 25 ans près du village d'Hemrik (Frise, Pays-Bas) où il sera enterré. Le 27 juillet 1949, son corps est rapatrié en France et inhumé dans sa ville natale de Saint-Jean-de-Braye (Loiret).
Jacques Andrieux, commandant du Groupe Alsace, écrit : « Nous t'aimions tous, cher Arnaud, nous tous, tes camarades, nous te respections et nous t'admirions... Franc camarade, plein de modestie et de bonne humeur, avec un moral à toute épreuve... Nous savions tous très bien que tu te cachais chaque fois qu'il était question pour moi de t'envoyer au repos... Désormais, l'avion du commandant de l'escadrille Strasbourg s'appellera "Sous-lieutenant Arnaud de Saxcé"... ».
Paul Aubert raconte : « … Ce fut le capitaine Andrieux qui eut la délicate mission d'annoncer la terrible nouvelle au général de Gaulle en personne. L'entretien fut bref. Les seules paroles du général furent : « Mon Dieu, quel drame ! Vivement que cette guerre se termine ». Il parut saisi et profondément peiné. » Lettre de Charles de Gaulle datée du 15 mai 1945 à Jean de Saxcé : « Mon bien cher ami, Ta douleur est ma douleur. Arnaud était un brave, un généreux, un excellent. Ce sont les Arnaud qui nous auront sauvés en se faisant tuer pour la France... »
Lettre du général Jean de Lattre de Tassigny datée du 9 juin 1945 à Jean de Saxcé : « Mon cher Saxcé, J'ai appris avec émotion la mort de ton fils Armand (sic), et veux te dire toute la part que je prends à ta peine. Il n'est pas besoin de souligner pour toi la gloire de ce jeune héros tombé en plein ciel, je sais qu'elle t'apporte, avec toute notre espérance chrétienne, la plus belle des consolations. Je viens seulement t'apporter mon amitié, ma sympathie profonde de père et de soldat... »

### Décorations
- Chevalier de la Légion d'honneur
- Médaille militaire

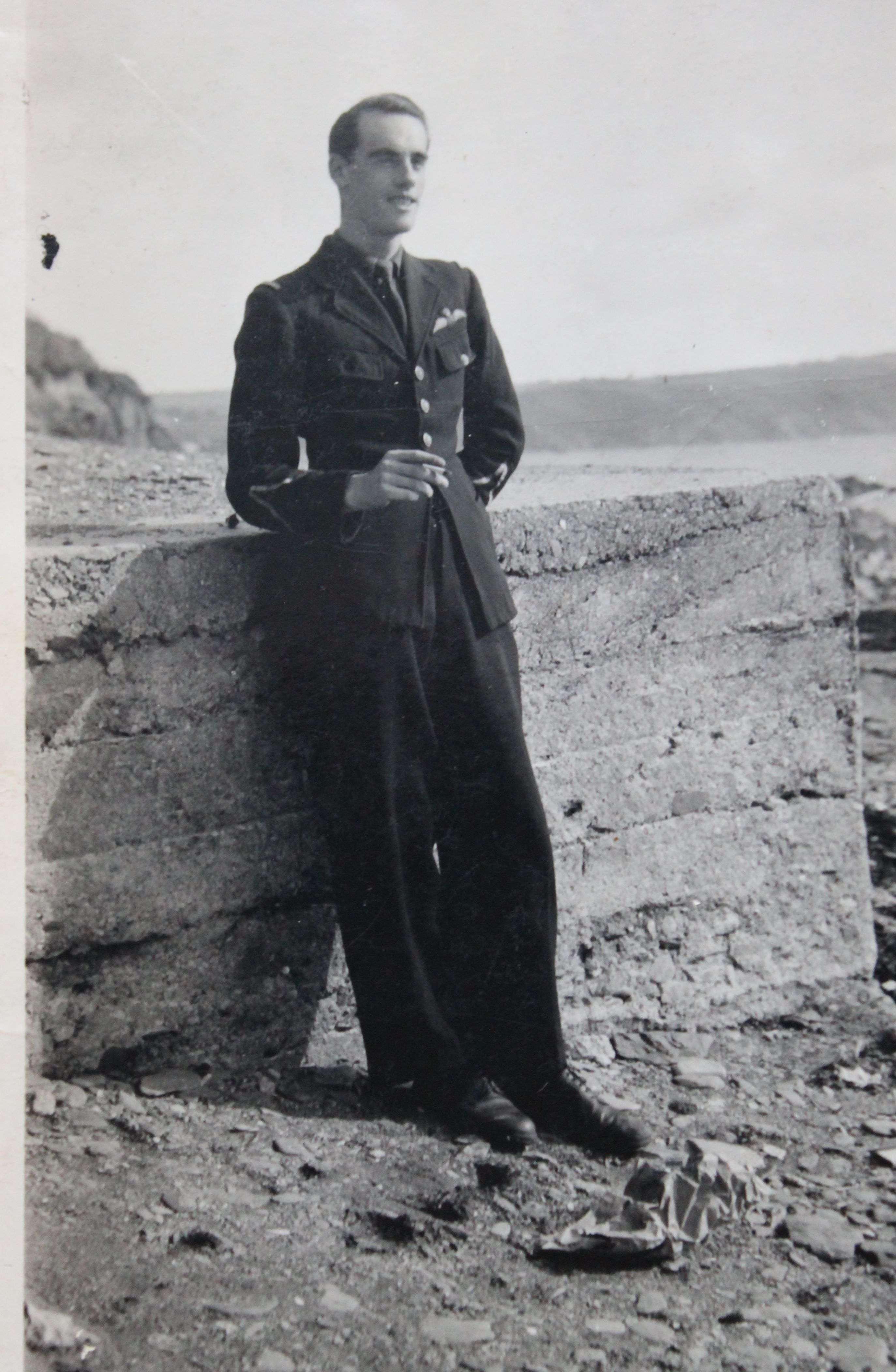
Arnaud de Saxcé, pilote de chasse.

- Croix de guerre 1939-1945 avec 6 palmes et une étoile d'argent
- Médaille de la Résistance
- Air Medal
- Silver Star

Citations militaires : à l'ordre de la Division aérienne le 26 décembre 1942 ; et à l'ordre de l'Armée de l'air le 25 septembre 1943, les 9 et 28 novembre 1944, et le 25 mars 1945.

### Mémoire

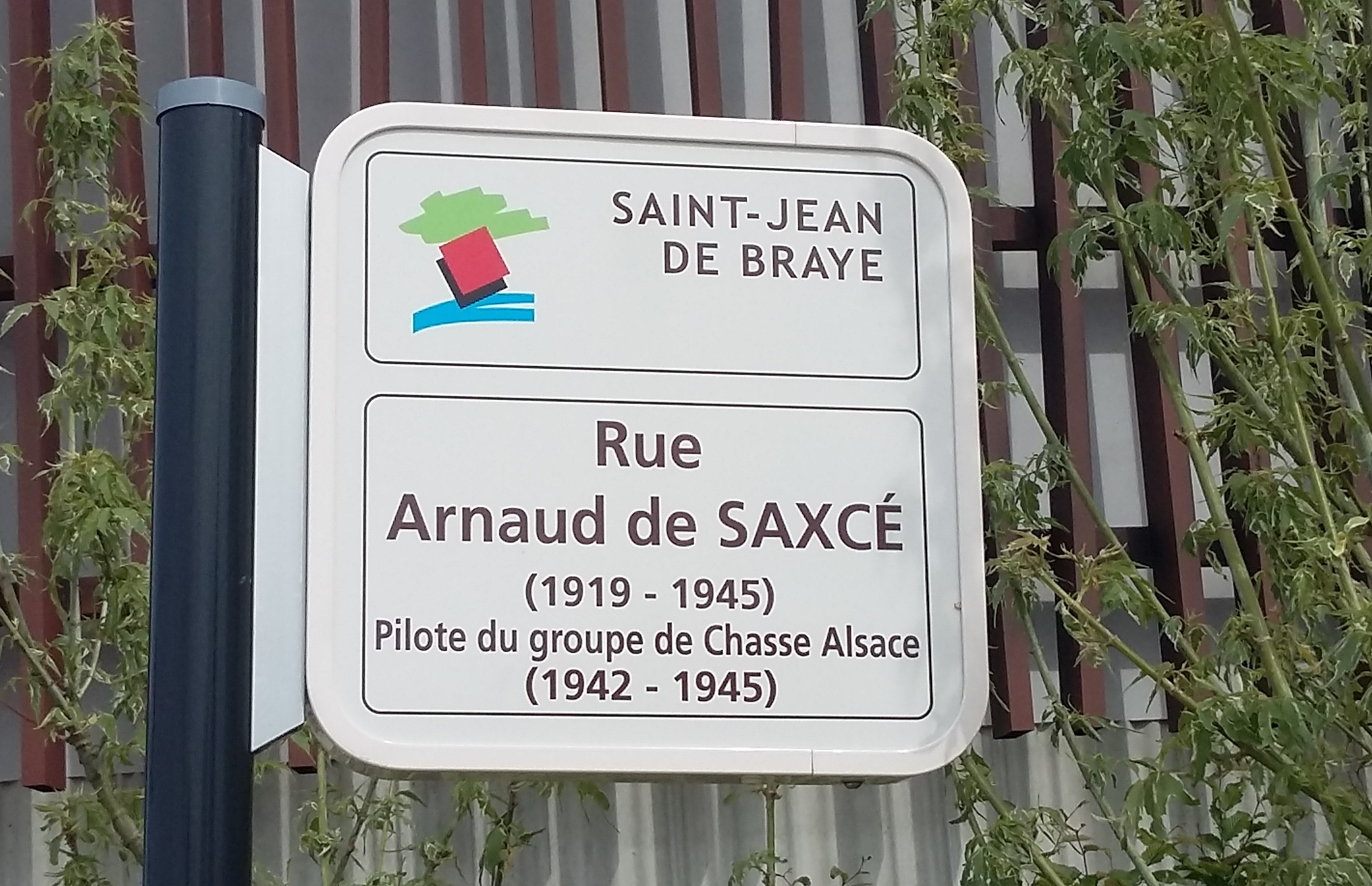

- Monument aux morts au cimetière du Vieux-Bourg de Saint-Jean-de-Braye.
- Monument aux morts devant la mairie de Saint-Jean-de-Braye.
- Plaque sur la chapelle Witte Kerk (nl) à Hemrik (Frise, Pays-Bas)[11].
- Un hangar de l'aéroport du Loiret Saint-Denis-de-l'Hôtel a pour nom Arnaud de Saxcé.
- La ville de Saint-Jean-de-Braye a choisi d'honorer la mémoire d'Arnaud de Saxcé en donnant son nom à une rue de l'écoquartier du Hameau (inaugurée le 30 janvier 2016).

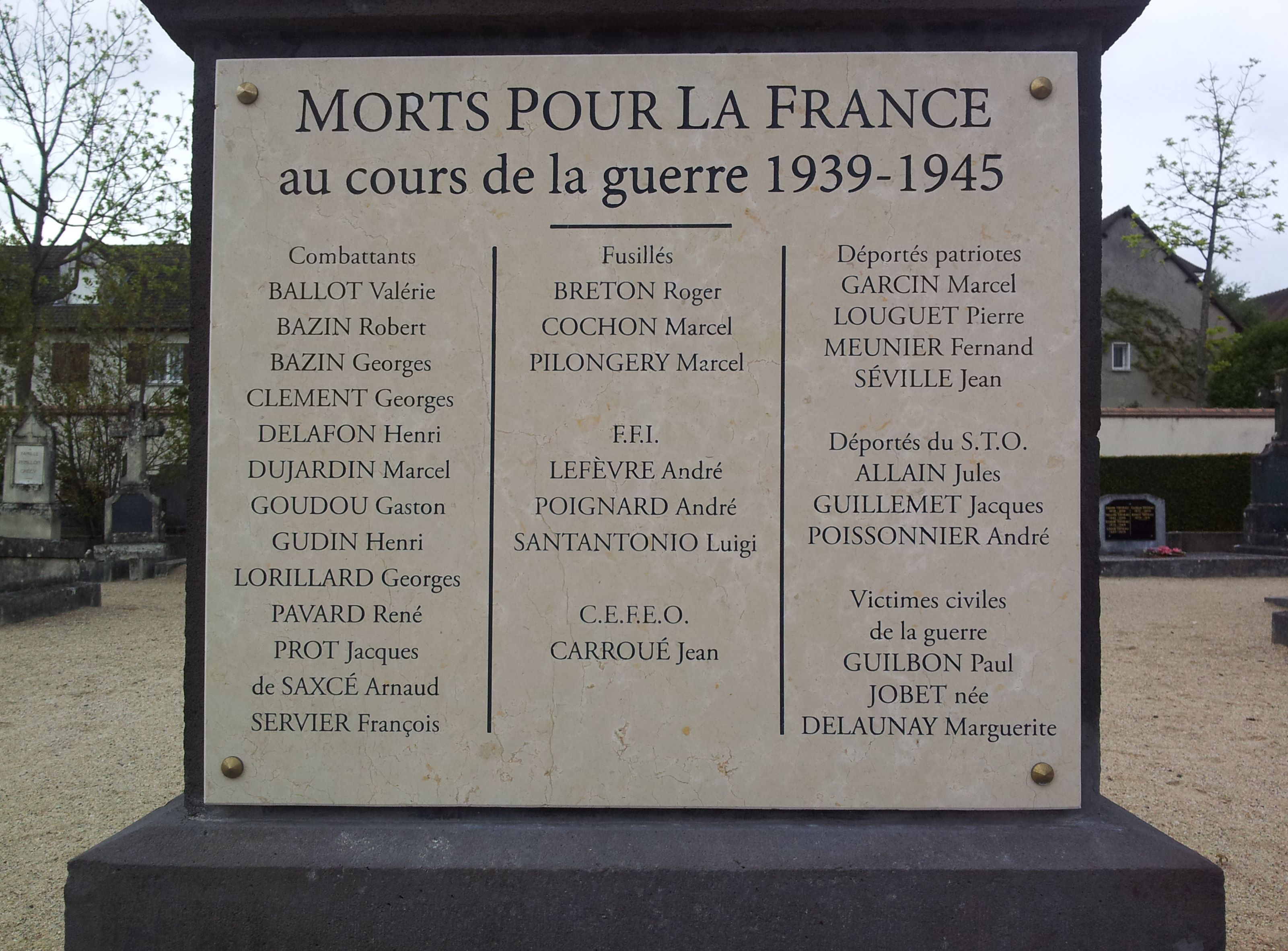
Monument aux morts à St-Jean-de-Braye.
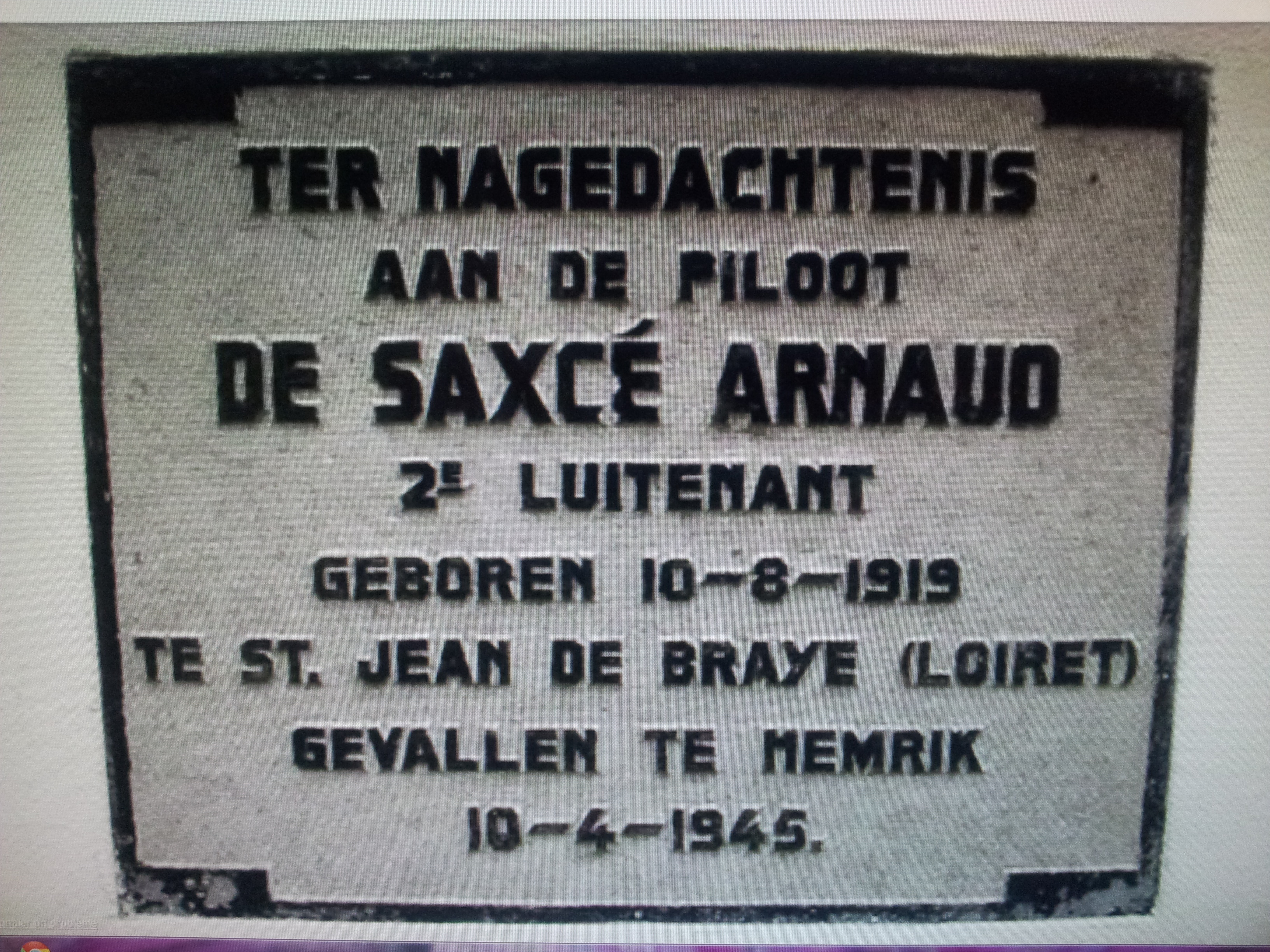
Plaque en mémoire d'Arnaud à Hemrik.
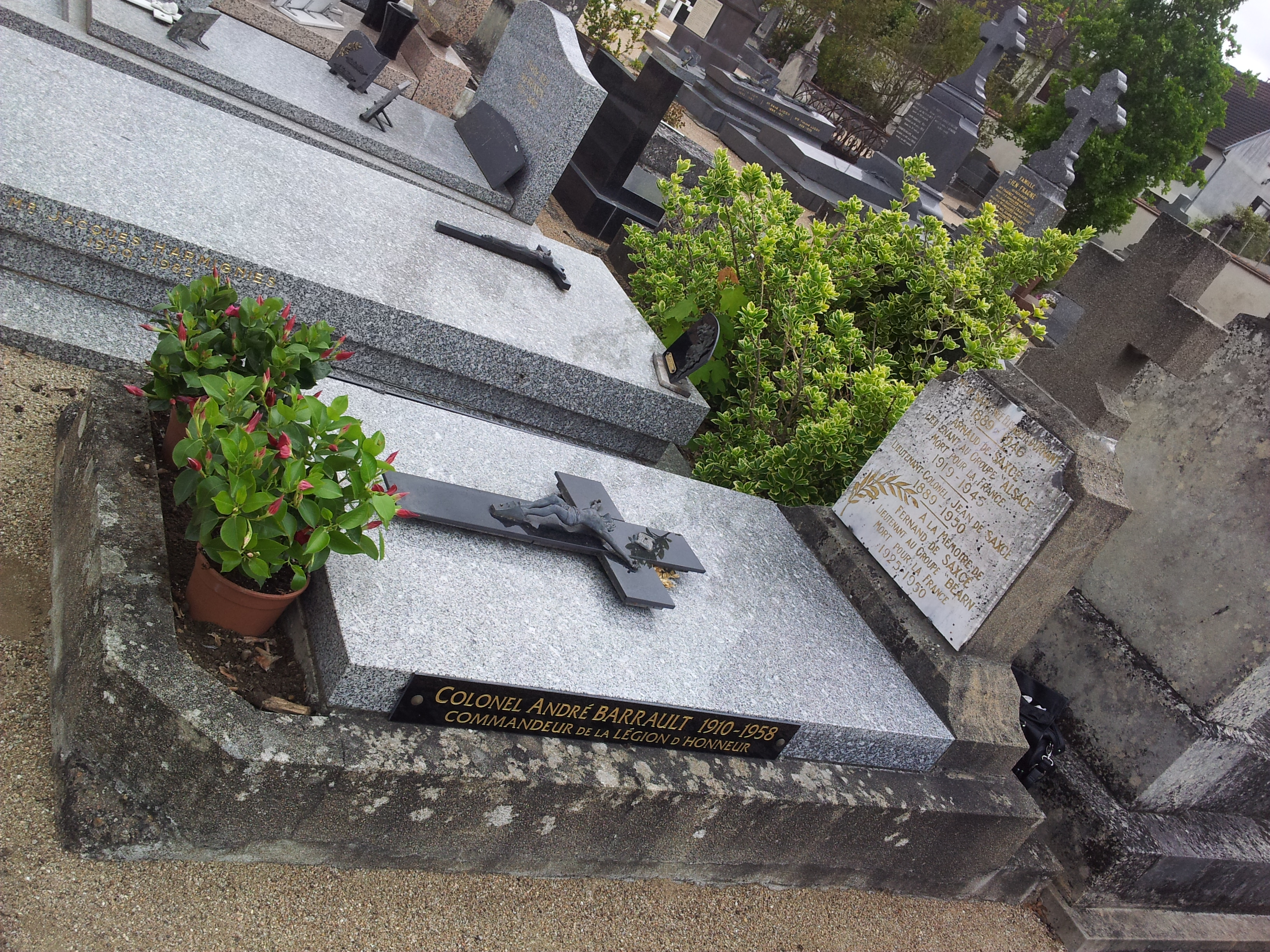
Tombe Saxcé St-Jean-de-Braye.

### Divers

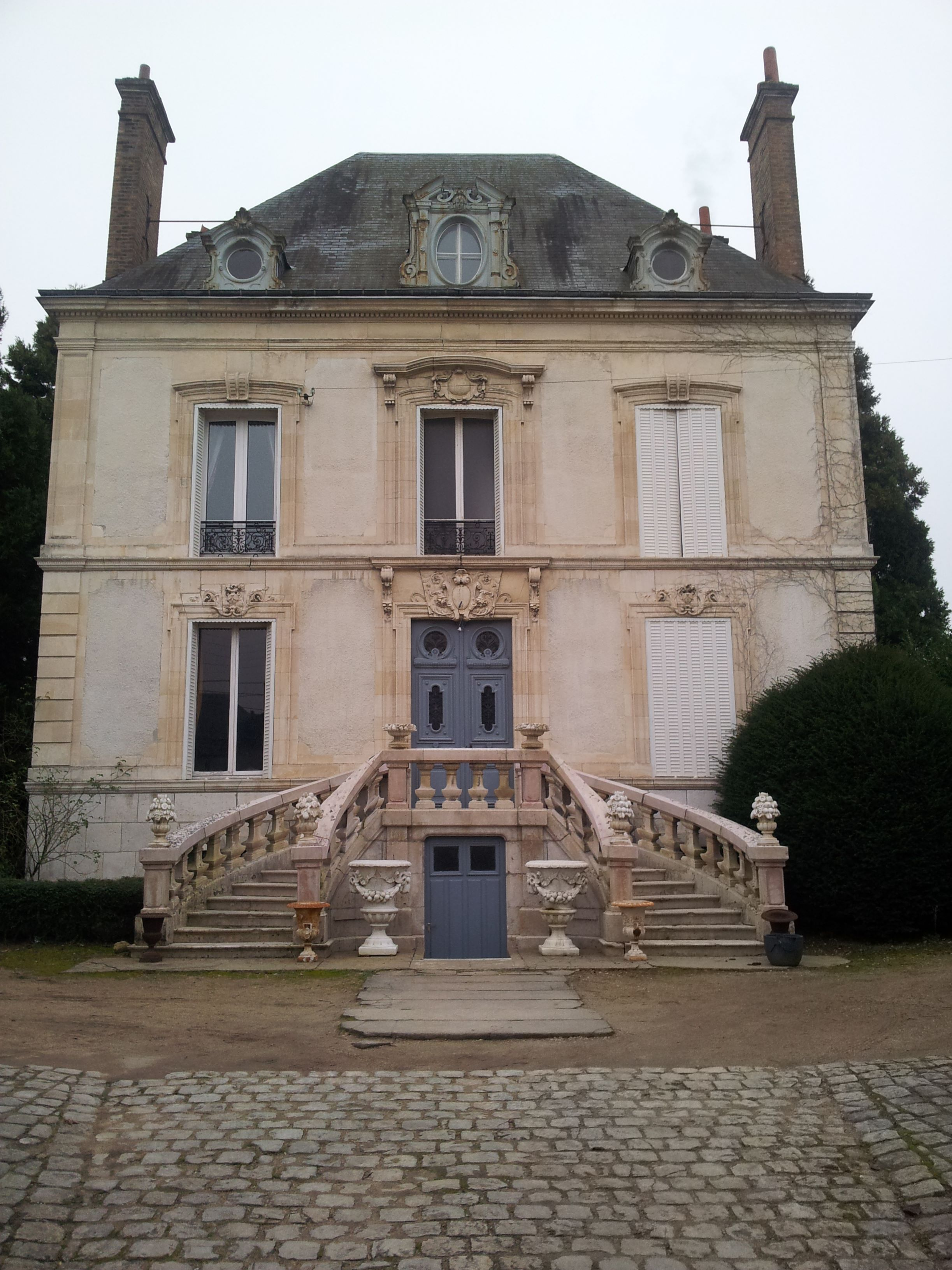
La Grâce de Dieu, maison natale d'Arnaud de Saxcé à Saint-Jean-de-Braye (Loiret)

Contrairement à ce qui est mentionné dans plusieurs ouvrages et sites web à propos d'Arnaud, il n'était pas le filleul de Charles de Gaulle. Charles de Gaulle était un camarade de Jean de Saxcé, père d'Arnaud, condisciple à Saint-Cyr et au 33e régiment d'infanterie pendant la Première Guerre mondiale, puis à Metz. Au titre de cette amitié, Jean de Saxcé s'adressait parfois à Charles de Gaulle pour avoir des nouvelles de ses fils pendant la Seconde Guerre mondiale. De son côté, Arnaud faisait de même. Le 26 mars 1941, il écrivit une lettre à « Mme de Gaulle » : « ...Je regrette beaucoup de ne pas vous avoir écrit plus tôt mais je n'osais pas vous déranger. Je n'ai aucune nouvelle de mes parents que j'ai quittés sans même avoir pu leur en donner de moi-même[source insuffisante]. »
Arnaud est le petit-fils de Fernand de Saxcé (1848-1915), colonel d'artillerie, officier de la Légion d'honneur, commandeur de l'ordre de l'Éléphant blanc de Siam, officier de l'ordre impérial du Dragon d'Annam, officier de l'ordre royal du Cambodge, décoré de la médaille de l'expédition du Tonkin. En 1899, Fernand de Saxcé, commandant le 10e régiment d'artillerie de Rennes, aurait dû présider le conseil de guerre chargé de juger Alfred Dreyfus à son retour de l'île du Diable. Avant le début du procès, le journaliste Francis de Pressensé ayant affirmé par voie de presse que « ce serait une infamie pure et simple » que de charger le colonel de Saxcé de cette tâche, ce dernier répondit par un ordre du jour et informa son régiment des propos insultants de Pressensé, « cet homme indigne d'un coup d'épée. ». Immédiatement muté à Poitiers, cet incident mit fin à sa carrière militaire.
Il est l'arrière-petit-fils de Félix Lambrecht (1819-1871), homme politique français. Il est l'arrière-petit-fils de Charles Ploix (1824-1895), ingénieur hydrographe de la marine. Il est le neveu de : Jean d'Ornant (1892-1917), lieutenant au 31e régiment d'artillerie, « Mort pour la France » ; d'Édouard d'Ornant (1895-1915), sous-lieutenant au 147e régiment d'infanterie, « Mort pour la France » ; et de Guy d'Ornant (1902-1975), colonel et figure de la Résistance en Alsace et Moselle, commandeur de la Légion d'honneur, croix de guerre, croix de guerre des Théâtres d'opérations extérieurs, commandeur du Ouissam alaouite.

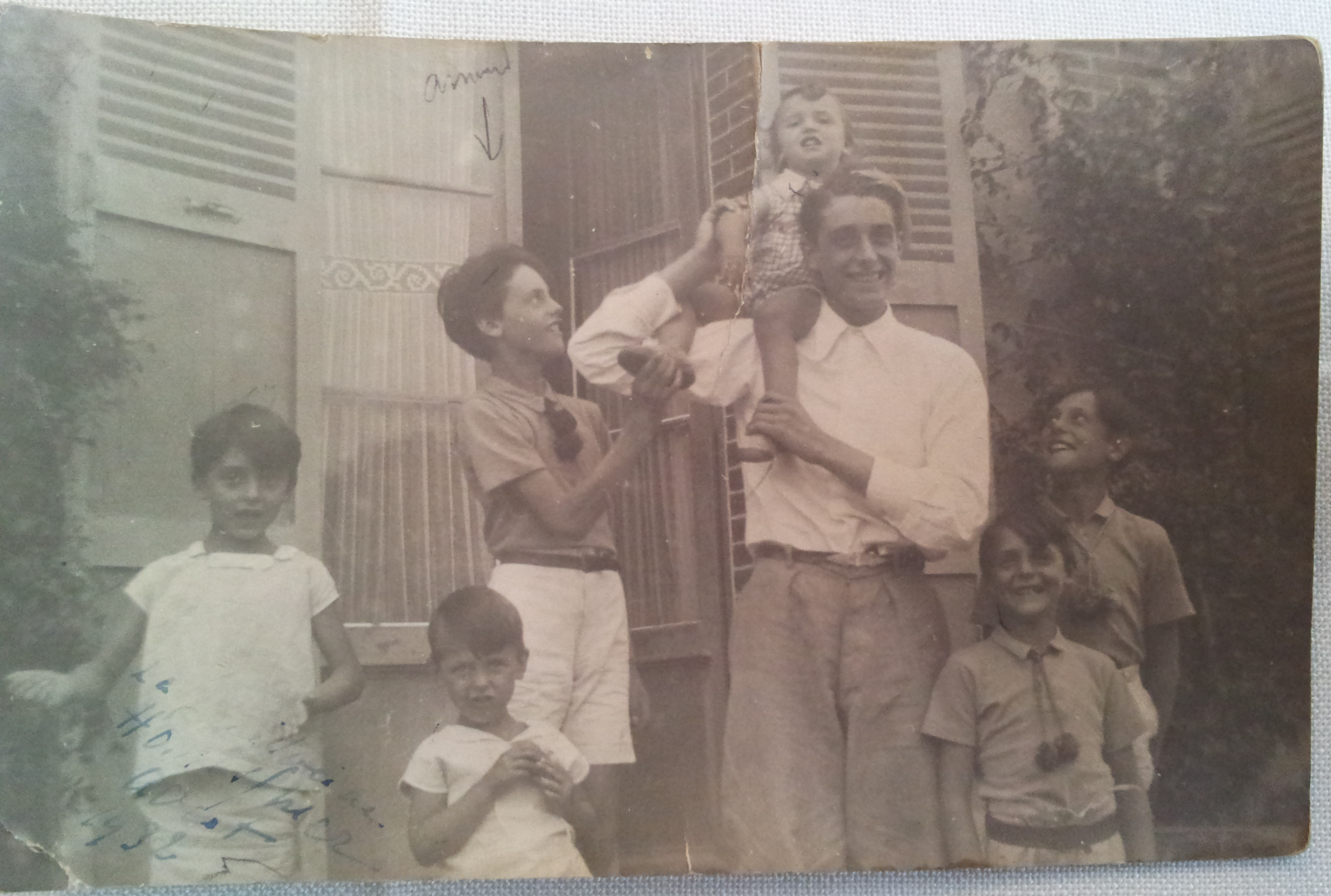
Les 7 frères Saxcé en 1932. (Arnaud, troisième en partant de la gauche).

Il est le beau-frère d'André Barrault (1910-1958), colonel et pilote d'aviation pendant la Seconde Guerre mondiale, il participa au combat, notamment dans le cadre du Bomber command. Commandeur de la Légion d'honneur, croix de guerre avec palme, titulaire des Distinguished Flying Cross américaine et britannique.
Arnaud de Saxcé avait 6 frères et 5 sœurs, dont :
- Géry de Saxcé (1914-1966), croix de guerre.
- Louis de Saxcé (1922-1979), croix de guerre, officier de la Légion d'honneur.
- Jacques de Saxcé (1924-1987), médaille des évadés, Croix du combattant volontaire 1939-1945, Médaille de la déportation et de l'internement pour faits de Résistance.
- Fernand de Saxcé (1925-1950)[20], lieutenant, « Mort pour la France » le 18 décembre 1950 lors d'un accident d'avion[21],[22] à Da Nang au Viêtnam (anciennement Tourane au Tonkin pendant la colonisation française), Croix de guerre des Théâtres d'opérations extérieurs, chevalier de l'Ordre du Million d'Éléphants et du Parasol blanc.